# Moschea di Re Sa'ud
La moschea di Re Saʿūd (in arabo مسجد الملك سعود‎?, Masjid al-malik al-Saʿūd) è la più ampia moschea della città saudita di Gedda.
La moschea è stata progettata da Abdel-Wahed El-Wakil ed è stata terminata nel 1987. È costituita soprattutto di mattoni e copre un'area di 9.700 m², la sala di preghiera copre un'area di 2464 m². La cupola più grande è larga 20 metri e raggiunge un'altezza di 42 metri. Il minareto raggiunge un'altezza di 60 metri.

## Disegno e architettura
Il disegno ricorda i disegni persiani dei "quattro Iwan", molto simili alla moschea di Isfahan, in Iran. Inoltre, la moschea del Sultano Hassan al Cairo in Egitto è stata usata come modello per il minareto e per le decorazioni della soffitta.
La moschea è rettangolare. I quattro iwan si aprono sul cortile centrale. Gli iwan non vengono enfatizzati individualmente come nel modello persiano. Gli iwan a nord ed a sud sono di fronte ad una cupola e separano quattro sale ad est e ad ovest. Le sale ad ovest sono divisi da due pilastri, ciascuno diviso in quattro navate. Le sale più grandi ad est sono composte da tre navate ed otto colonne. L'iwan ad est è il più grande ed è collegato con la sala principale di fronte al muro della Qibla.

## Galleria d'immagini

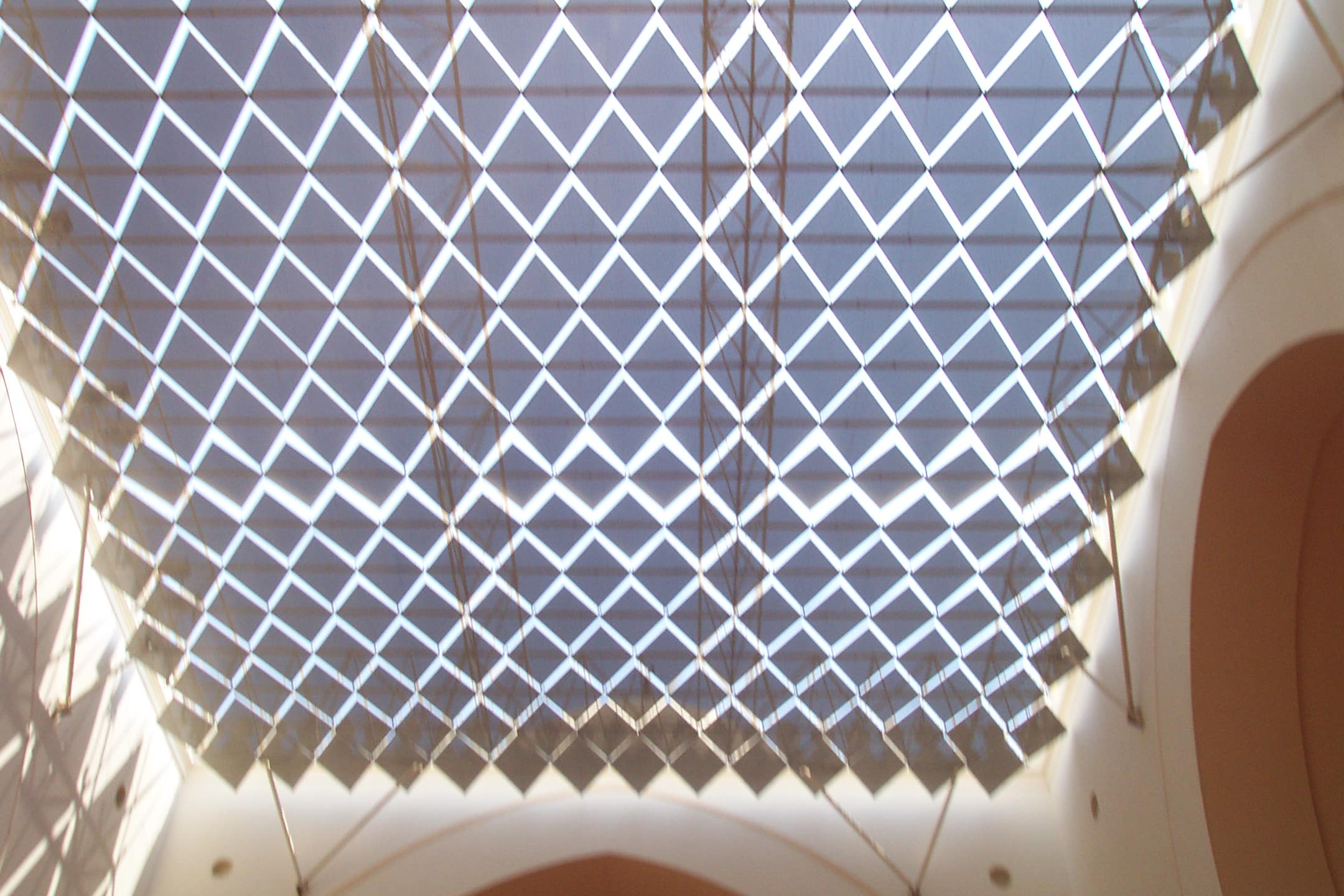
Il sole sul cortile centrale.
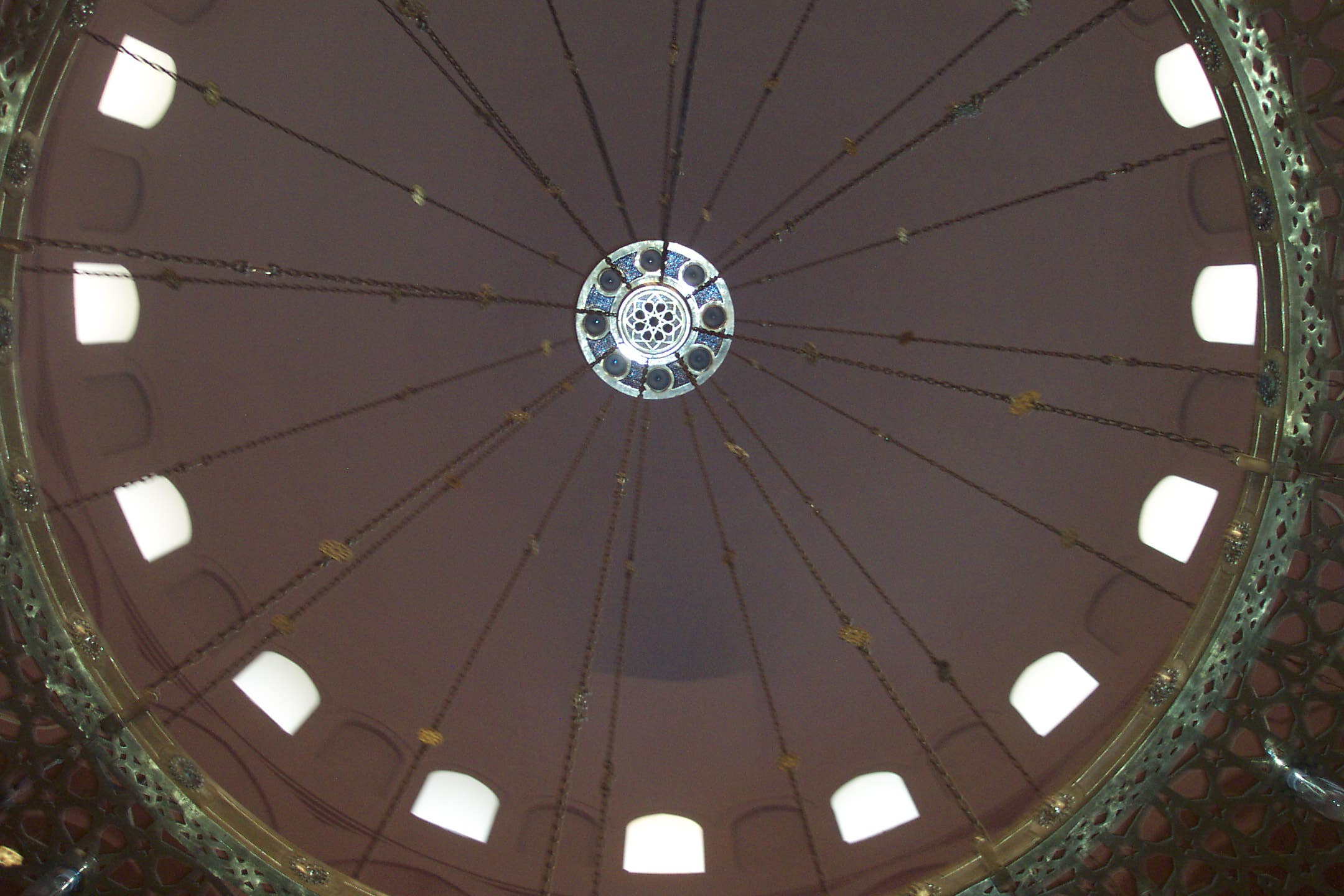
Una cupola vista dall'interno.